# Vejano
Vejano là một đô thị ở tỉnh Viterbo trong vùng Latium của Ý, có cự ly khoảng 50 km về phía tây bắc của Roma và khoảng 20 km về phía nam của Viterbo. Tại thời điểm ngày 31 tháng 12 năm 2004, đô thị này có dân số 2.230 người và diện tích là 44,4 km².
Vejano giáp các đô thị: Barbarano Romano, Bassano Romano, Blera, Canale Monterano, Capranica, Oriolo Romano, Tolfa.